# Acadea

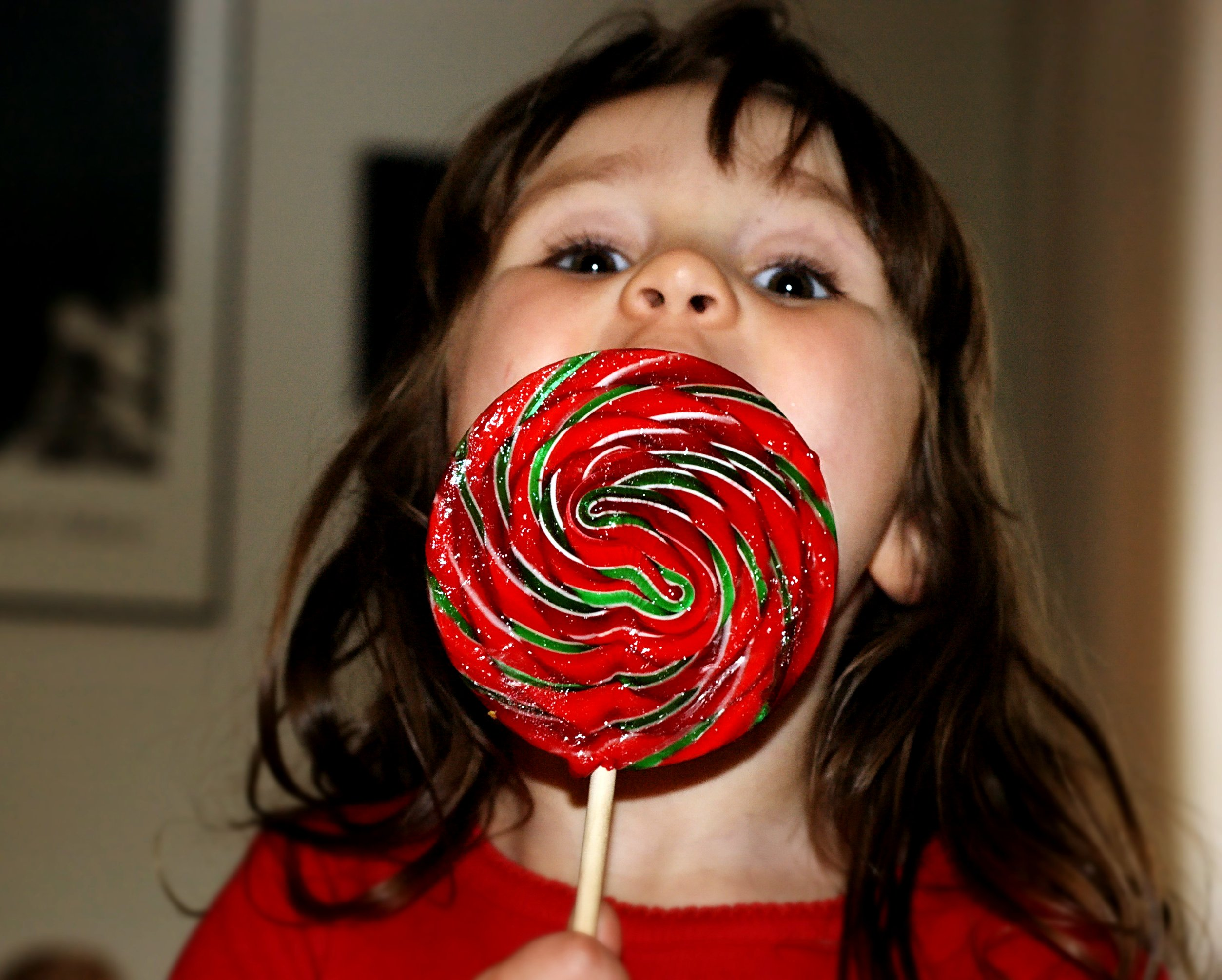
Copil cu acadea

O acadea este o bomboană pe un băț. Aceasta este de formă ovală, aplatizată sau sfirică din zahăr topit sau ciocolată care stă pe un băț din lemn, celuloză sau material plastic, mai rar din materiale comestibile (gumă de mestecat).